# Diadocidia valida
Diadocidia valida är en tvåvingeart som beskrevs av Josef Mik 1874. Diadocidia valida ingår i släktet Diadocidia och familjen slemrörsmyggor. Arten är reproducerande i Sverige. Inga underarter finns listade i Catalogue of Life.